# Le Masque de Dijon
Pour plus de détails, voir Fiche technique et Distribution.
Le Masque de Dijon (titre original : The Mask of Diijon) est un film américain réalisé par Lew Landers, sorti en 1946, avec Erich von Stroheim, Jeanne Bates, William Wright (en) et Denise Vernac dans les rôles principaux.

## Synopsis
Le magicien Dijon (Erich von Stroheim) s'intéresse à l'hypnose et utilise sa femme Victoria (Jeanne Bates) comme cobaye. Cette dernière souhaite le quitter pour rejoindre la troupe du producteur Tony Holiday (William Wright (en)).

## Fiche technique
- Titre : Le Masque de Dijon
- Titre original : The Mask of Diijon
- Réalisation : Lew Landers
- Scénario : Griffin Jay et Arthur St. Claire (en)
- Photographie : Jack Greenhalgh
- Musique : Karl Hajos
- Montage : Roy Livingston (en)
- Direction artistique : Edward C. Jewell
- Producteur : Max Alexander et Alfred Stern
- Société de production : Producers Releasing Corporation
- Pays d'origine : États-Unis
- Format : Noir et blanc
- Genre cinématographique : Film policier, film noir, thriller
- Durée : 73 minutes
- Date de sortie :
  - États-Unis : 7 mars 1946
  - France : 11 mai 1949

## Distribution
- Erich von Stroheim : Dijon
- Jeanne Bates : Victoria
- William Wright (en) : Tony Holiday
- Denise Vernac : Denise
- Edward Van Sloan : Sheffield
- Hope Landin : Mrs. McGaffey
- Mauritz Hugo (en) : Danton
- Shimen Ruskin : Guzzo
- Antonio Filauri : Alex

Et, parmi les acteurs et actrices non crédités :
- George Chandler
- Hope Landin : Mme McGaffey
- Anthony Warde (en)

## Source
- Jean Tulard, Le Nouveau guide des films – Intégrale, Paris, Robert Laffont, 2013, 1230 p. (ISBN 978-2-221-10451-4).